# 食物不耐症
食物不耐症（food intolerances）是指因為食物、飲料、食品添加剂或是食物中成份產生的有害反應，一般會在食用食物之後一段時間才會出現，有害反應會在一個或多個器官或是系統出現，但一般是指食物過敏以外的反應。虽然不耐与过敏同是食物敏感（Food hypersensitivity）的症狀，但和食物過敏不同的是，食物不耐的症狀往往在食用食物之後一段時間才會出現。
食物不耐症可以依其機制來分類。食物不耐症可以因為缺乏消化特定食物需要的化合物或酵素而產生：例如遺傳性果糖不耐症；也有可能是因為身體無法吸收特定營素所造成，例如果糖吸收不良；也可能是因為食物中自然存在的化學物質而造成：例如水楊酸敏感的人，對於從植物提煉的藥物（例如阿斯匹靈）也會引起這類不耐症；可能是無IgE介導的免疫反應的結果。

## 定義
食物不耐反應包括了對食物或食物中成份的药理学反應、代謝反應或是腸胃反應。食物不耐不包括心理性的反應，也不包括食源性疾病。
非過敏性的食物敏感（food hypersensitivity）是異常的生理反應。很可能很難區分哪一種物質造成食物不耐，因為反應可能比較晚、是否有反應和劑量有關、也有可能會引起特定反應的物質在許多食物中都有。
- 代謝性食物反應是因為遗传性或是後天的代谢缺陷所造成，例如乳糖不耐、苯丙酮尿症及葡萄糖-6-磷酸脫氫酶缺乏症（蠶豆症）。
- 药理学反應是因為食物中含有的低分子量化學物質，例如水楊酸敏感（英语：salicylate sensitivity）、胺或是味精，或是對防腐劑、色素、乳化劑以及增味劑等食品添加剂的反應。這些物質可能會對一些人造成類似藥物的副作用[3]。
- 腸胃（GI）反應可能是因為吸收不良或是其他腸胃道的異常。
- 免疫反應是因為免疫系統將特定食物視為外來物質，可以透過非IgE的免疫球蛋白調整。
- 毒素可能是食物中本來就有的、細菌產生的，或是因為食品污染而造成的[3]。毒性食品反應可能是因為食品或物質的直接反應，和免疫系統無關[3]。
- 心理反應不是因為食物造成的，是因為食物而引發的情緒造成。只有食物在特定形式下提供才會出現此一症狀[3]。

## 外部連結
- Food Intolerance Awareness from British Allergy Foundation